# Nymphargus anomalus
Espèce
Synonymes
- Centrolenella anomala Lynch & Duellman, 1973
- Cochranella anomala (Lynch & Duellman, 1973)

Statut de conservation UICN

 CR B2ab(iii) : 
En danger critique
Nymphargus anomalus est une espèce d'amphibiens de la famille des Centrolenidae.

## Répartition
Cette espèce est endémique de la province de Napo en Équateur. Elle se rencontre dans le río Azuela à 1 740 m d'altitude sur le versant Est du volcan Reventador dans la cordillère Orientale.

## Description
Le mâle holotype mesure 24,1 mm.

## Publication originale
- Lynch & Duellman, 1973 : A review of the centrolenid frogs of Ecuador, with descriptions of new species. Occasional Papers of the Museum of Natural History, University of Kansas, vol. 16, p. 1-66 (texte intégral).